# Demolition Man
Demolition Man (bra: O Demolidor; palop/prt: Homem Demolidor) é um filme de ação de ficção científica norte-americano de 1993 dirigido por Marco Brambilla em sua estreia na direção, e estrelado por Sylvester Stallone e Wesley Snipes. O filme foi lançado nos Estados Unidos em 8 de outubro de 1993.
O filme conta a história de dois homens, um senhor do crime do mal, o outro, um oficial da polícia cuja assunção de riscos os levam a serem criogenicamente congelados no ano de 1996 e despertados em 2032. Na sequência de um grande terremoto em 2010, que destruiu grande parte de Los Angeles, que se fundiu com San Diego para formar uma cidade planejada chamada San Angeles, em que todos os crimes foram aparentemente eliminados da sociedade.
Alguns aspectos do filme aludem ao romance distópico de Aldous Huxley, Admirável Mundo Novo. O filme em parte, também lembra o livro 1984 de George Orwell, devido ao totalitarismo na sociedade de San Angeles, o culto de personalidade do líder, bem como a imposição da "novilíngua" (ex: pessoas são multadas por falarem palavras consideradas imorais).

## Sinopse
A história acontece em San Angeles, uma união das cidades de Santa Mônica, San Diego e Los Angeles, em 2032. John Spartan (Sylvester Stallone), um detetive do século XX, é preso juntamente com Simon Phoenix (Wesley Snipes), um assassino, em 1996, acusado de ser o responsável pela morte de reféns de Simon. Eles passam anos na "Crio-Prisão", uma prisão no qual o prisioneiro fica congelado até o final da pena. No ano de 2032, Simon Phoenix foge da prisão, diante de uma sociedade que até então desconhecia o crime e a desordem. Portanto, John Spartan foi reabilitado para prender o criminoso.
Lenina Huxley (Sandra Bullock) é uma tenente da polícia e se envolve com John Spartan na caçada a Simon. Porém, Spartan descobre um plano do governador Dr. Raymond Cocteau (Nigel Hawthorne), que pretendia matar um líder rebelde que vivia no submundo subterrâneo. Spartan vence Simon (que acaba morrendo) e a sociedade aparentemente perfeita volta aos conceitos do século XX como sexo, liberdade individual e de expressão.

## Elenco
- Sylvester Stallone.......Detetive Sargento John Spartan. Originalmente, Jean-Claude Van Damme e Steven Seagal foram oferecidos papéis principais no filme, mas ambos recusaram.[11]
- Wesley Snipes.......Simon Phoenix. O papel de Phoenix também foi oferecido a Jackie Chan, mas ele recusou, não querendo interpretar um personagem vilão.[12]
- Sandra Bullock.......Tenente Lenina Huxley. Lori Petty foi originalmente escalada como Huxley, mas foi substituída por uma então relativamente desconhecida Sandra Bullock, após dois dias de filmagens, devido ao que o produtor Joel Silver descreveu como "diferenças criativas".[13] A personagem recebeu o nome de Aldous Huxley, autor de Admirável Mundo Novo, e Lenina Crowne, personagem central do romance.[10]
- Nigel Hawthorne.......Dr. Raymond Cocteau
- Benjamin Bratt.......Alfredo Garcia. Sete anos mais tarde, Benjamin Bratt voltaria a trabalhar com Sandra Bullock em Miss Congeniality.
- Bob Gunton.......Chefe George Earle
- Denis Leary.......Edgar Friendly
- Rob Schneider.......Erwin. um dos operadores na sala de controle da polícia de San Angeles, ele também iria contracenar com Stallone no filme de 1995 Judge Dredd.[14]
- Glenn Shadix.......Associado Bob
- Grand L. Bush.......Zachary Lamb - jóvem
- Pat Skipper.......Piloto do helicóptero
- Steve Kahan.......Capitão Healy
- Mark Colson.......Warden William Smithers - jovem
- Andre Gregory.......Warden William Smithers - velho
- Don McGovern.......Hopper
- Bill Cobbs.......Zachary Lamb - Velho
- Susan Lentini.......Repórter da TV
- Vanna Bonta.......Voz do computador
- Rosemarie Lagunas.......Vendedora de hamburger
- Paul Bollen.......Oficial T.F.R.

Jack Black desempenha um dos "Wasteland Scraps" no cenário underground, que se encolhe quando Spartan empurra a arma de seu rosto e diz: "E Cocteau é um idiota!"

## Produção
A General Motors forneceu à equipe de produção 18 veículos-conceito, incluindo o Ultralite. Mais de 20 réplicas de fibra de vidro do Ultralite foram produzidas para retratar veículos civis e de patrulha SAPD no filme. Após a conclusão das filmagens, os Ultralites restantes foram devolvidos ao Michigan como parte da frota de veículos-conceito da GM.
O filme apresentava a demolição real de um dos edifícios da Belknap Hardware and Manufacturing Company, que não operava mais em Louisville, Kentucky.
Um dos pontos focais do filme é Taco Bell, sendo a única cadeia de restaurantes sobrevivente após "as guerras das franquias". Como a Taco Bell não possui uma ampla presença fora dos EUA, a versão europeia do filme o substitui pela Pizza Hut (outra rede da Yum! Brands), com falas re-dubladas e logotipos alterados durante a pós-produção.
O filme menciona que Arnold Schwarzenegger atuou como Presidente dos Estados Unidos, depois que uma emenda constitucional foi aprovada, permitindo que ele concorresse ao cargo devido à sua popularidade. Coincidentemente, um dia antes de exatamente dez anos após o lançamento do filme, estava marcada a eleição para governador da Califórnia em 2003. A eleição viu Schwarzenegger realmente começar uma carreira política como o 38º governador da Califórnia de 2003 a 2011. Logo após ele ter sido eleito, uma "Emenda Arnold" foi proposta.
Na delegacia, há na parede um poster do filme Máquina Mortífera 3.

### Trilha sonora
A música-tema é um remix mais pesado da música originalmente gravada por Grace Jones e escrita por Sting durante seu tempo como vocalista do The Police. A música foi lançada em março de 1981, como um single avançado do quinto álbum de Jones, Nightclubbing. Sting lançou um EP com esta música e outras faixas ao vivo, intituladas Demolition Man.

### Trilha sonora original
Elliot Goldenthal compôs a trilha sonora original do filme. Foi o seu segundo grande projeto de Hollywood após a trilha de Alien 3. É um exemplo de seu estilo incomparável e uso de técnicas não convencionais nas trilhas sonoras, incorporando grandes confrontos de metais e arranjos complexos e dramáticos de cordas.
Ganhou a Goldenthal um prêmio ASCAP em 1994 por melhor trilha sonora original e foi sua primeira grande trilha sonora de filme de ação e orçamento.

### Lista de faixas
1. "Dies Irae" – 1:51[21]
2. "Fire Fight" – 1:35
3. "Guilty as Charged" – 3:58
4. "Action, Guns, Fun" – 1:26
5. "Machine Waltz" – 1:56
6. "Defrosting" – 1:43
7. "Confronting the Chief" – 0:32
8. "Museum Dis Duel" – 1:56
9. "Subterranean Slugfest" – 1:44
10. "Meeting Coctaeu" – 1:42
11. "Tracking Simon Phoenix" – 3:03
12. "Obligatory Car Chase" – 3:06
13. "Flawless Pearl" – 1:15
14. "Final Confrontation" – 1:55
15. "Code 187" – 0:41
16. "Silver Screen Kiss" – 1:30

### Equipe/Crédito
- Música composta por Elliot Goldenthal
- Música produzida por Matthias Gohl
- Orquestrado por Elliot Goldenthal e Robert Elhai
- Conduzido por Jonathan Sheffer / Adicional: Artie Kane
- Gravado por Steve McLaughlin e Bobby Fernandez
- Misturado por Steve McLaughlin e Joel Iwataki
- Orquestrações adicionais de David John Olsen e Lolita Ritmanis

## Controvérsia de plágio
O escritor húngaro de ficção científica István Nemere diz que a maior parte de Demolition Man é baseada em seu romance Holtak harca, publicado em 1986. No romance, um terrorista e seu inimigo, um soldado antiterrorista, são congelados criogênicamente e despertados no século XXII para encontrar a violência que foi expurgada da sociedade. Nemere afirmou que um comitê provou que 75% do filme é idêntico ao livro. Ele optou por não iniciar uma ação, pois teria sido muito caro contratar um advogado e lutar contra as principais forças de Hollywood nos Estados Unidos. Ele também afirmou que Hollywood plagiou obras de muitos escritores do Leste Europeu após a queda da Cortina de Ferro e que conhece a pessoa que afirma ser responsável por vender ilegalmente sua ideia aos cineastas.

### Controvérsia contábil
Em 2017, a empresa de empréstimo de Sylvester Stallone entrou com uma ação contra a Warner Bros. pelo desembolso dos lucros do filme. O processo foi resolvido em 2019.

## Lançamento
O filme estreou em primeiro lugar nas bilheterias. Demolition Man faturou US$58,055,768 até o final de sua bilheteria na América do Norte e US$159,055,768 em todo o mundo.
O público consultado pelo CinemaScore atribuiu ao filme uma nota média de "B" na escala A+ a F.
A Warner Bros o lançou no VHS em março de 1994, em DVD em outubro de 1997 e 2014, e no Blu-ray em agosto de 2011.

## Recepção

### Reação da crítica
Rotten Tomatoes dá ao filme uma taxa de aprovação de 59% com base em 41 revisões, com uma pontuação média de 5.42 / 10. O consenso do site diz: "Um tiroteio de ficção científica acima da média com uma corrente satírica, o Demolition Man é reforçado por fortes desempenhos de Sylvester Stallone, Wesley Snipes e Sandra Bullock". O filme obteve uma pontuação de 34/100 no Metacritic com base em 9 revisões. Kenneth Turan, do Los Angeles Times, escreveu que o filme falha em dar aos fãs de ações o que eles desejam, em vez de substituir comentários satíricos fora do lugar. Vincent Canby do The New York Times, chamou de "um artefato significativo do nosso tempo ou, pelo menos, desta semana". Richard Schickel, da Time, escreveu: "Alguma sátira social aguda é quase minada por explosões excessivas e lançamentos descuidados".
Em Siskel & Ebert, Gene Siskel deu duas notas para baixo para o filme, criticando sua violência, mas fez elogiar o seu "roteiro inusitado engraçado." Roger Ebert elogiou o filme: "Ao contrário de tantos outros filmes de seu gênero, ele realmente tem um ângulo satírico a ele."

## Adaptações

### Literatura

#### Quadrinhos
Uma adaptação em quadrinhos de quatro séries de série limitada foi publicada pela DC Comics a partir de novembro de 1993. 

#### Romantização
Uma romantização, escrita por Robert Tine, também foi publicada em novembro de 1993.
Em Portugal, o livro foi traduzido e publicado pelas Publicações Europa-América em 1993.

### Games
Acclaim Entertainment e Virgin Interactive lançaram Demolition Man em vários sistemas de videogame doméstico. As versões de 16 bits estavam rodando jogos distribuídos pela Acclaim. A versão 3DO é um jogo multi-gênero que incorpora cenas Full motion video, tanto com Sylvester Stallone e Wesley Snipes reprisando seus papéis de seus personagens em cenas que foram filmadas exclusivamente para o jogo.
Em abril de 1994, Williams lançou uma máquina de pinball widebody de Demolition Man baseado no filme. Ele é projetado por Dennis Nordman. O jogo apresenta clipes de som do filme, assim como a voz original por Stallone e Snipes. Este jogo era parte da série SuperPIN da WMS (Twilight Zone, Indiana Jones, etc.).

## Legado
Para comemorar o 25.º aniversário do filme, a cadeia de fast-food Taco Bell recriou a versão 2032 de San Angeles de seu restaurante na San Diego Comic-Con. Dennis Rodman tinha o cabelo tingido e penteado da mesma forma que Simon Phoenix, de Snipes, antes de sua estreia no San Antonio Spurs, começando Rodman a pintar o cabelo em cores diferentes. No entanto, Snipes odiava seu penteado e raspava-o após o término das filmagens. Em 4 de maio de 2020, Stallone confirmou, durante uma sessão de perguntas e respostas no Instagram, que uma sequência está atualmente em desenvolvimento.

## Premiações
- Indicado

Academy of Science Fiction, Fantasy & Horror Films
Categoria Melhor Figurino Bob Ringwood
Categoria Melhor filme de Ficção Científica
Categoria Melhor Efeitos Especiais Michael J. McAlister e Kimberly K. Nelson
- Indicado

MTV Movie Awards
Categoria Melhor Vilão Wesley Snipes.
- Ganhou

ASCAP Film and Television Music Awards
Top Box Office Films Elliot Goldenthal.
- Indicado

Framboesa de Ouro
Categoria Pior Atriz Coadjuvante Sandra Bullock.